# Солодке (Волноваський район)
Соло́дке — село (до 2011 року — селище) Вугледарської міської громади Волноваського району Донецької області України. У селі мешкає 525 людей.

## Загальна інформація
Відстань до Мар'їнки становить близько 24 км і проходить переважно автошляхом місцевого значення.
Землі села межують із територією с. Пільне Волноваського району Донецької області. У селі бере початок Балка Солоненька.

## Населення
За даними перепису 2001 року населення села становило 525 осіб, із них 60,57 % зазначили рідною мову українську та 39,24 % — російську.

## Персоналії
- Лановенко Микола Андрійович (1987—2022) — майстер-сержант окремого загону спеціального призначення НГУ «Азов» Національної гвардії України, учасник російсько-української війни, що загинув біля села в ході російського вторгнення в Україну в 2022 році.
- Маринич Василь Сергійович (2001—2022) — майстер-сержант окремого загону спеціального призначення НГУ «Азов» Національної гвардії України, учасник російсько-української війни, що загинув біля села в ході російського вторгнення в Україну в 2022 році.
- Тепенчак Олександр Васильович (1977—2022) — український тренер, кандидат у майстри спорту зі спортивного орієнтування, молодший сержант Збройних Сил України, учасник російсько-української війни, що загинув біля села у ході російського вторгнення в Україну в 2022 році.
- Яворський Олексій Сергійович — солдат Збройних Сил України, учасник російсько-української війни, що загинув біля села у ході російського вторгнення в Україну в 2022 році.